# نيو أيبيريا
نيو أيبيريا (بالإنجليزية: New Iberia، بالإسبانية: Nueva Iberia، بالفرنسية: La Nouvelle-Ibérie)، مدينة تقع في جنوب ولاية لويزيانا بالولايات المتحدة الأمريكية.

## معرض صور

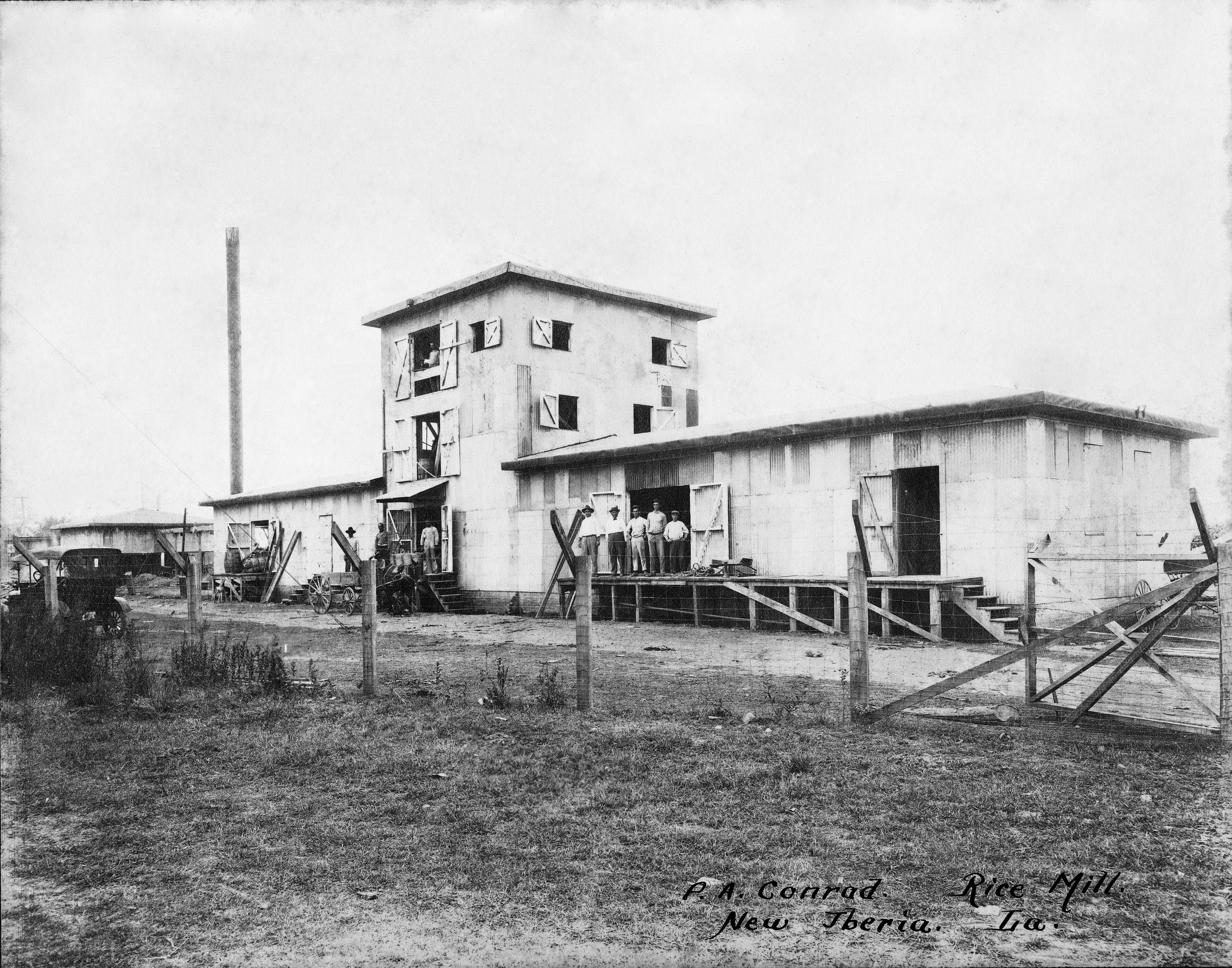
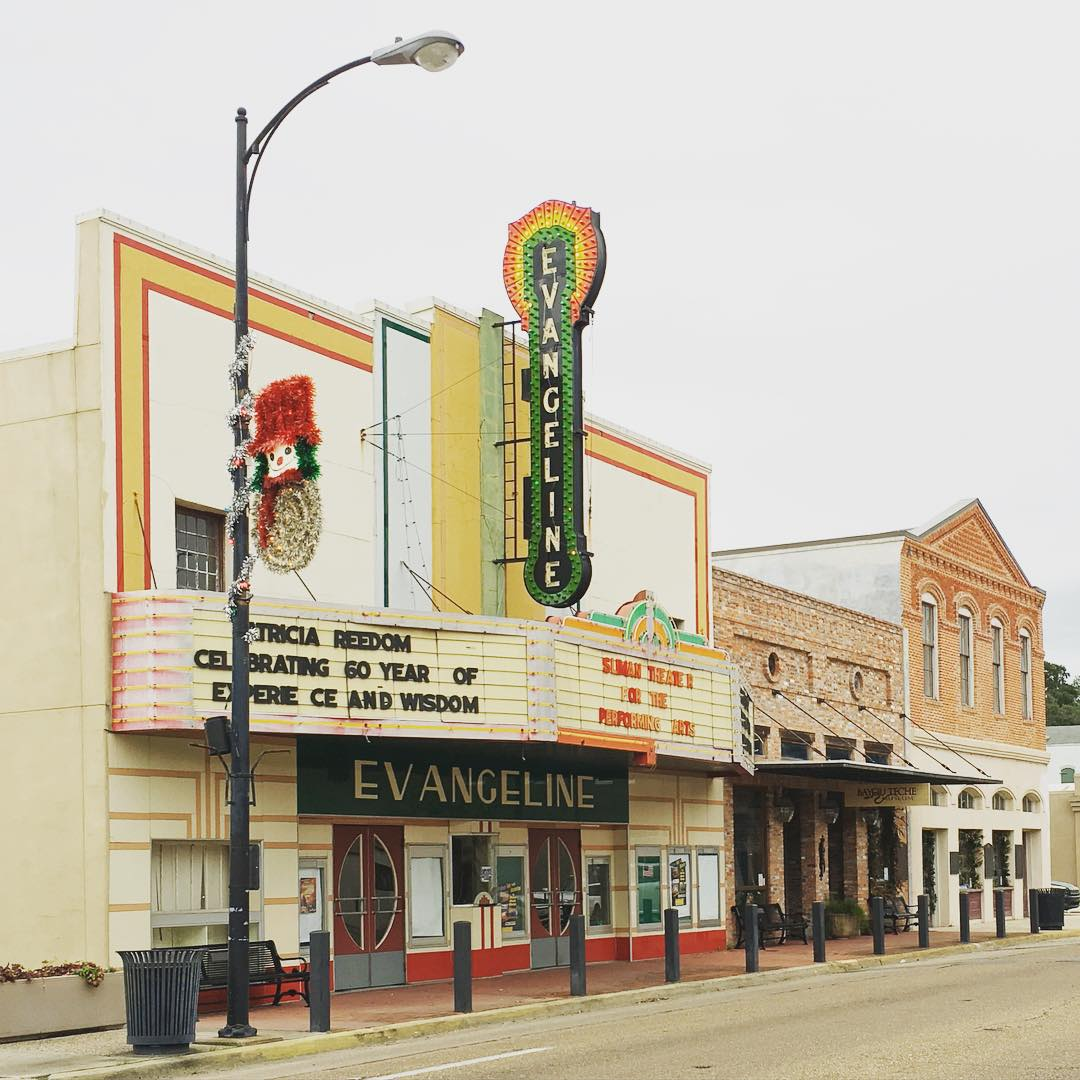
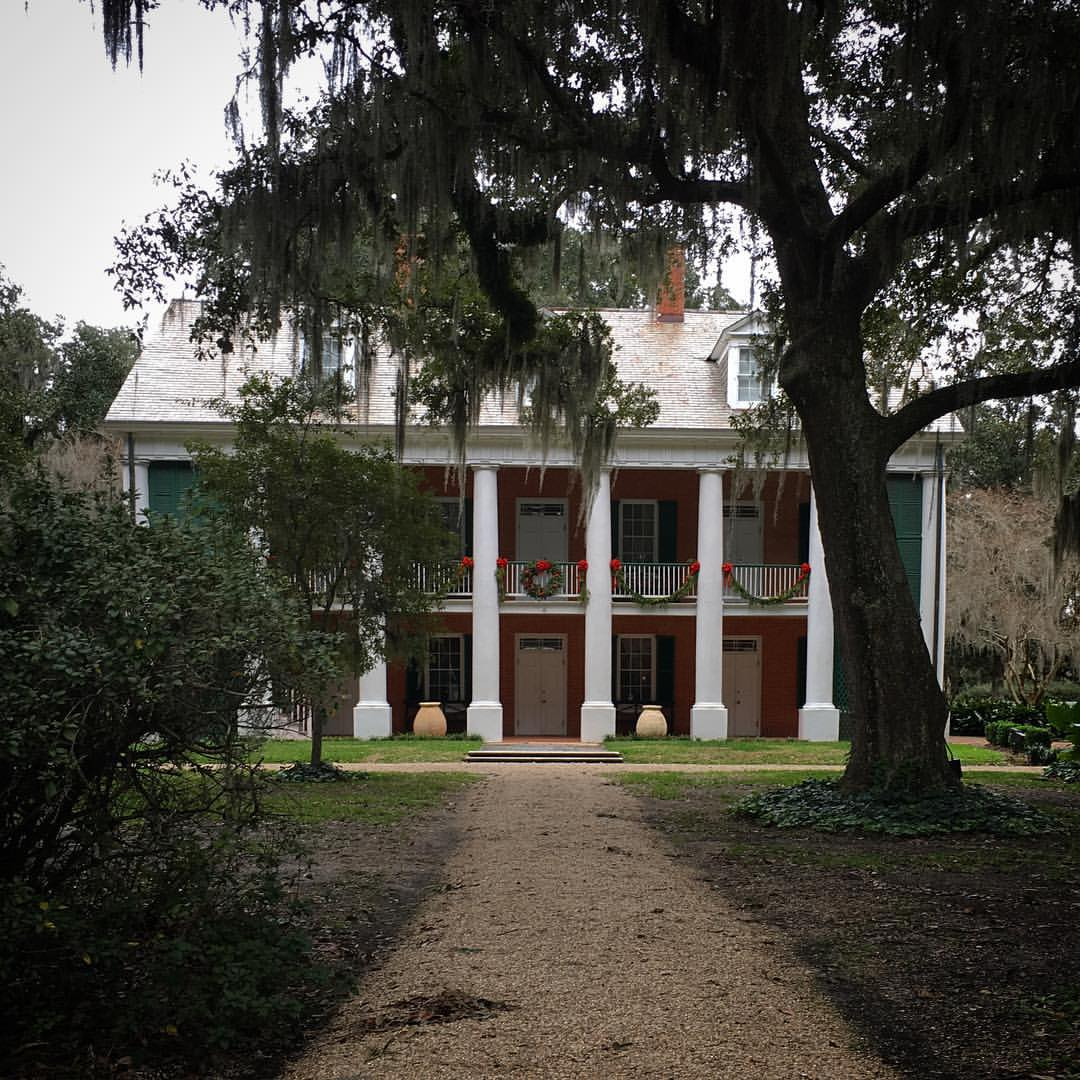
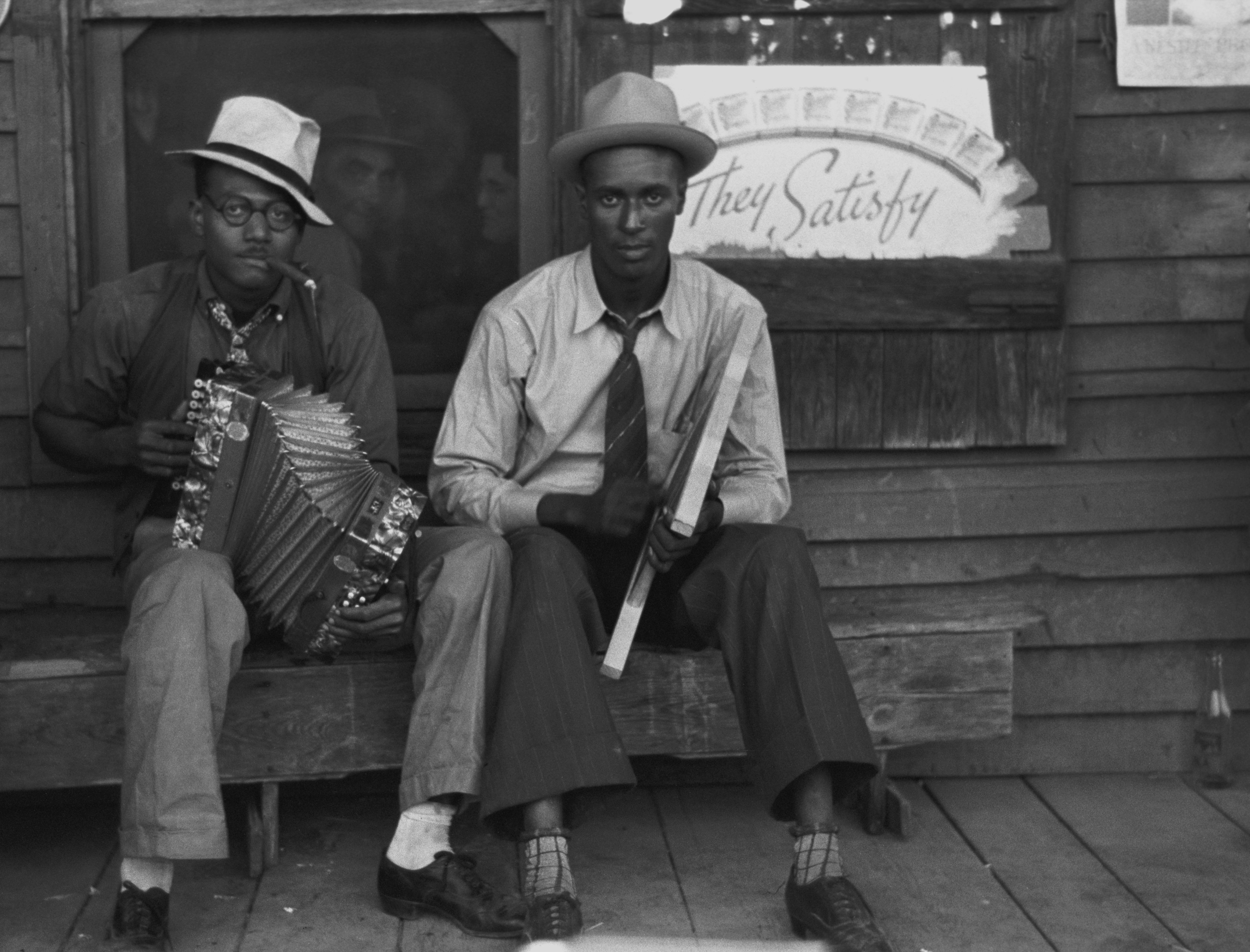

## التوأمة
- ولو سانت بيير، بلجيكا
- فوينخيرولا، إسبانيا
- سان جان دي أنجيلي [الإنجليزية]، فرنسا
- برج الهواريين، إسبانيا

## أعلام
- فيفيان توماس
- ديمون هاريسون
- غلين ر. كونراد
- كاتلين بلانكو
- أليس فرانك
- لاكي كانون